# Os Watsons

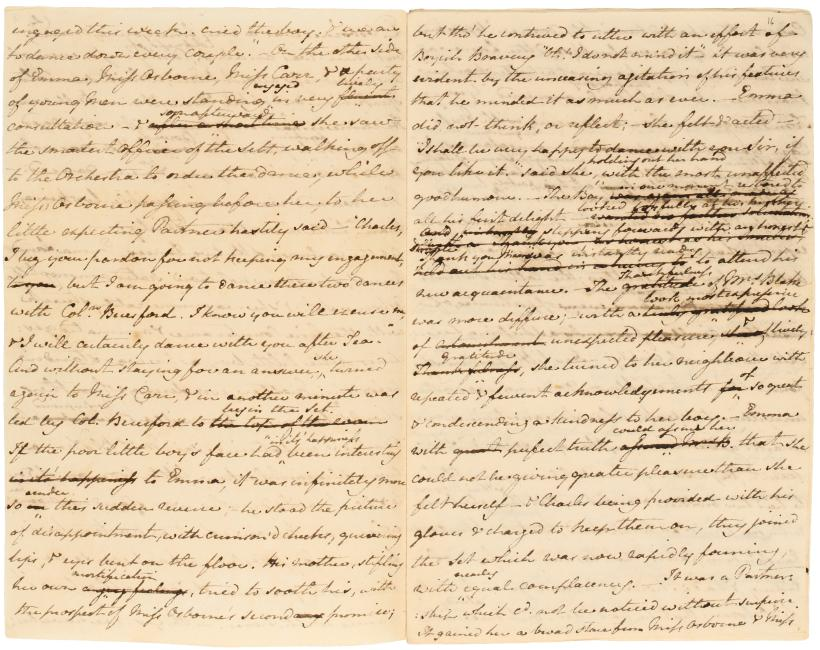
Parte do romance Os Watsons, manuscrito por Jane Austen.

Os Watsons (título original The Watsons) é uma obra incompleta escrita por Jane Austen. Ela começou a escrevê-la cerca de 1803 e provavelmente a abandonou depois da morte de seu pai, em janeiro de 1805.

## Enredo
O Sr. Watson é um padre viúvo com dois filhos e quatro filhas. A mais nova, Emma, foi trazida por uma tia rica e é conseqüentemente mais educada e refinada do que suas irmãs. Mas quando sua tia marca um tolo segundo casamento, Emma é obrigada a voltar à casa de seu pai. Lá ela é mortificada pelo rude comportamento "caçador de maridos" de duas de suas irmãs. Ela acha a gentileza da irmã mais velha (e mais responsável), Elizabeth, mais atraente.
Vizinhos aos Watsons são os Osbornes, uma bem conhecida família. Emma fica atraída pelo grosseiro e atrapalhado Lord Osborne, enquanto uma de suas irmãs procura pelo arrogante amigo de Lord Osborne, Tom Musgrave.
O Sr. Watson está seriamente doente nos capítulos de abertura, e Austen confiou à sua irmã Cassandra que ele morreria no curso do livro. Emma rejeitaria uma proposta de casamento de Lord Osborne e se casaria com seu antigo tutor, o Sr. Howard.

## Adaptações
Várias tentativas de completar o livro foram feitas.
- A sobrinha de Austen, Catherine Hubback, completou The Watsons e publicou-o sob o nome de The Younger Sister ("A Irmã Mais Nova") na metade do século XIX.
- John Coates também publicou um completamento em 1957.
- A adaptação mais recente foi feita por Helen Baker em 2008, sob o nome de The Watsons, by Jane Austen and Another Lady.